# Brookesia minima
Brookesia minima là một loài thằn lằn trong họ Chamaeleonidae. Loài này được Boettger mô tả khoa học đầu tiên năm 1893.

## Hình ảnh